# Discografia de Jennette McCurdy
A discografia de Jennette McCurdy, uma cantora e compositora country norte-americana, compreende um álbum de estúdio, dois extended play e dois singles digitais avulsos. Desde sua infância Jennette McCurdy foi ligada à música country, gênero que sempre esteve presente em sua casa através de seus pais, o que gerou a grande paixão da cantora por esse estilo, mas foi apenas em 2008 que Jennette teve seu primeiro contato com os estúdios de música, na gravadora independente Your Tyme Records, ao anunciar seu primeiro single digital. Em 10 de março de 2009 Jennette McCurdy lança seu primeiro single, "So Close", apenas em forma de download digital, alcançando a posição dezesseis no iTunes, porém não sendo contabilizada na Billboard Hot 100. Em 19 de maio é lançado o segundo single digital da cantora, "Homeless Heart", uma regravação da cantora canadense Amanda Stott. Ainda em 2009 o contrato de Jennette com a Your Tyme Records não é renovado assim que a cantora assina com a Capitol Nashville.
Em 16 de abril de 2010 Jennette colocou em seu site prévias de seis canções diferentes para que seus fãs votassem em qual deveria ser o primeiro single do EP que lançaria no mesmo ano. Em 24 de maio é lançada a canção escolhida, "Not That Far Away", alcançando a posição cinquenta e oito na Billboard Country Songs. Em 17 de agosto é lançado o primeiro extended play da cantora, também intitulado Not That Far Away, alcançando a posição trinta e dois na Billboard Country Albums e três na Billboard Top Heatseekers.

## Álbuns
| Ano  | Álbum |
| ---- | --- |
| 2012 | Jennette McCurdy - Lançamento: 5 de junho de 2012 - Formatos: download digital - Gravadora: Capitol Nashville |

### EPs
| Ano  | Álbum                                            | Posições    | Posições | Posições | Vendas                   |
| Ano  | Álbum                                            | USA Country | USA Heat | MEX      | Vendas                   |
| ---- | ------------------------------------------------ | ----------- | -------- | -------- | ------------------------ |
| 2010 | Not That Far Away - Gravadora: Capitol Nashville | 32          | 3        | 96       | - Vendas Totais: 100.000 |
| 2012 | Jennette McCurdy - Gravadora: Capitol Nashville  | -           | -        | -        | - Vendas Totais: 20.000  |

## Singles
| Ano  | Single              | Posições | Posições    | Posições | Posições | Posições | Posições | Álbum             |
| Ano  | Single              | USA      | USA Country | UK       | ALE      | MEX      | BRA      | Álbum             |
| ---- | ------------------- | -------- | ----------- | -------- | -------- | -------- | -------- | ----------------- |
| 2010 | "Not That Far Away" | —        | 58          | —        | —        | 30       | —        | Not That Far Away |
| 2011 | "Generation Love"   | —        | 44          | —        | —        | —        | —        | Jennette McCurdy  |

### Singles digitais
| Ano  | Single           | Posições           | Álbum            |
| Ano  | Single           | USA iTunes Country | Álbum            |
| ---- | ---------------- | ------------------ | ---------------- |
| 2009 | "So Close"       | 16                 | download digital |
| 2009 | "Homeless Heart" | —                  | download digital |

## Vídeoclipes
| Ano  | Título                                                               | Diretor(a)    |
| ---- | -------------------------------------------------------------------- | ------------- |
| 2007 | "Leave It All To Me" (videoclipe de Miranda Cosgrove ft. Drake Bell) | Dan Schneider |
| 2010 | "Not That Far Away"                                                  | Roman White   |
| 2011 | "Generation Love"                                                    | Rascal Flatts |
| 2011 | Not That Far Away                                                    |               |